# Ламад
ܠ (ܠܡܕ, в.-сир. ламад, з.-сир. ломад) — двенадцатая буква сирийского алфавита.

## Использование
Происходит от арамейской буквы ламед (𐡋), восходящей к финикийской букве ламд (𐤋, ).
В сирийском языке обозначала боковой согласный [l]. В ассирийском языке обозначает [ɫ] или [ʎ]. Числовое значение в сирийской системе счисления — 30.
В романизациях ALA-LC и BGN/PCGN передаётся как l.

## Кодировка
Буква ламад была добавлена в стандарт Юникод в версии 3.0 в блок «Сирийское письмо» (англ. Syriac) под шестнадцатеричным кодом U+0720.